# The Bikeriders
The Bikeriders és una pel·lícula dramàtica, protagonitzada per Tom Hardy del any 2023, que narra la història d'un club de motards del Mig Oest. La pel·lícula està inspirada en el llibre de fotografies homònim de Danny Lyon publicat originalment en 1968; una història original que té lloc en la dècada de 1960 i segueix el sorgiment d'un club de motards del Mig Oest.

## Trama
La trama conta com a través de les vides dels diferents membres del grup, aquest club de motards evolucionarà en el transcurs d'una dècada, passant d'un lloc de reunió per a forasters de la ciutat fins a convertir-se en una banda més sinistra, amenaçant la forma de vida única del grup original.

## Cast
- Tom Hardy
- Boyd Holbrook
- Austin Butler
- Jodie Comer
- Michael Shannon
- Damon Herriman

## Estrena
Per determinar al llarg de 2023.